# Dráchovské louky
Dráchovské louky jsou přírodní rezervace ve správních územích obcí Dráchov a Žíšov v okrese Tábor v Jihočeském kraji. Tvoří ji komplex ekosystémů slepých ramen řeky Lužnice, nivních tůní, luk a lesů, které poskytují podmínky pro výskyt vzácných a chráněných druhů rostlin a živočichů. 

## Historie
Pozemky v nivě Lužnice dlouhodobě slouží jako louky, které se díky dlouhodobé údržbě dochovaly v dobrém stavu. Část území tvoří lesní porosty, především samovolně vzniklé olšiny a hospodářské borové doubravy.
Chráněné území vyhlásil Krajský úřad Jihočeského kraje v kategorii přírodní rezervace s účinností od 2. ledna srpna 2014.

## Přírodní poměry
Přírodní rezervace s rozlohou 61,98 hektaru leží v nadmořské výšce 406–420 metrů v katastrálních územích Dráchov a Žíšov u Veselí nad Lužnicí v Jihočeském kraji. Nachází se v Třeboňské pánvi na levém břehu Lužnice.

### Abiotické poměry
Geologické podloží území tvoří horniny moldanubika, které jsou překryté nivními sedimenty Lužnice. Na nich se jako půdní typ vyvinula především fluvizem glejová. V geomorfologickém členění Česka přírodní rezervace leží v Třeboňské pánvi, konkrétně v podcelku Kardašořečická pahorkatina a okrsku Veselská pahorkatina. Ta má charakter erozně denudačního povrchu s nevýraznými strukturními hřbety a pleistocenními říčními terasami Lužnice.
Podél východní hranice chráněného území protéká Lužnice, jejíž koryto je v přilehlém úseku hluboké a má příkré břehy lemované dřevinami. Břehy jsou zpevněné kamenným záhozem, který omezuje korytotvorné procesy. V nivě se dochovalo několik slepých ramen se stálými i periodickými tůněmi.
V rámci Quittovy klasifikace podnebí se přírodní rezervace nachází v mírně teplé oblastí MT9, pro kterou jsou typické průměrné teploty −3 až −4 °C v lednu a 17–18 °C v červenci. Roční úhrn srážek dosahuje 650–750 milimetrů, počet letních dnů je čtyřicet až padesát, počet mrazových dnů se pohybuje mezi 110 až 130 a sněhová pokrývka zde leží šedesát až osmdesát dnů v roce.

### Flóra
K předmětu ochrany v rezervaci patří tři ohrožené druhy rostlin. Stabilní populaci v ní má vrbina kytkokvětá (Lysimachia thyrsiflora), roztroušeně se vyskytuje tolije bahenní (Parnassia palustris) a v tůních před vyhlášením chráněného území rostly stovky až tisíce jedinců žebratky bahenní (Hottonia palustris). Další ohrožené druhy rostlin na vhodných stanovištích jsou barborka přitisklá (Barbarea stricta), bublinatka jižní ( Utricularia australis), kruštík bahenní (Epipactis palustris), mochna bahenní (Potentilla palustris), okřehek trojbrázdý (Lemna trisulca), ostřice blešní (Carex pulicaris), ostřice Buekova (Carex buekii), prstnatec májový (Dactylorhiza majalis), ptačinec bahenní (Stellaria palustris), rozpuk jízlivý (Cicuta virosa), rozrazil dlouholistý (Veronica maritima), stulík žlutý (Nuphar lutea), suchopýr širolistý (Eriophorum latifolium), svízel severní (Galium boreale), vachta trojlistá (Menyanthes trifoliata), tavolník vrbolistý (Spiraea salicifolia)), trávnička obecná (Armeria elongata) a žluťucha lesklá (Thalictrum lucidum).

### Fauna
Dráchovské louky s řekou a přilehlým okolím poskytují migrační koridor a potravní stanoviště stabilní početné populaci vydry říční (Lutra lutra). Předmětem ochrany jsou také dva druhy ryb, které využívají tůně: karas obecný (Carassius carassius) a piskoř pruhovaný (Misgurnus fossilis). Zatímco populace karase obecného hojně obývaly několik tůní, populace piskoře byla malá a v roce 2012 využívala jen dvě tůně. Některé části území obývaly hojné populace skokana ostronosého (Rana arvalis) a skokana krátkonohého (Pelophylax lessonae). Ve většině nezastíněných tůní se rozmnožoval čolek obecný (Lissotriton vulgaris). V celé rezervaci se hojně vyskytovala ještěrka živorodá (Zootoca vivipara) a v sušších místech ještěrka obecná (Lacerta agilis). Z ptáků byla rezervace vyhlášena k podpoře možného hnízdění chřástala vodního (Rallus aquaticus), kvakoše nočního (Nycticorax nycticorax) a slavíka obecného (Luscinia megarhynchos). Jediným bezobratlým živočichem v předmětu ochrany je potápník Hydaticus aruspex, který se hojně vyskytoval v zastíněných tůních.
Dalšími ohroženými druhy bezobratlých na loukách jsou motýl bělopásek tavolníkový (Neptis rivularis), svižník polní (Cicindela campestris), zlatohlávek tmavý (Oxythyrea funesta) a saranče mokřadní (Stethophyma grossum). Tůně využívají k rozmnožování další obojživelníci jako je blatnice skvrnitá (Pelobates fuscus), skokan zelený (Pelophylax esculentus), ropucha obecná (Bufo bufo) a rosnička zelená (Hyla arborea). Kromě ještěrek lze předpokládat celoplošný hojný výskyt slepýše křehkého (Anguis fragilis) a užovky obojkové (Natrix natrix).
Louky představují vhodný biotop pro řadu ptačích druhů. Z Dráchova na ně za potravou zalétá čáp bílý (Ciconia ciconia) a poblíž vesnice bylo prokázáno hnízdění drozda cvrčaly (Turdus iliacus) a moudivláčka lužního (Remiz pendulinus). K lovu území využívá jestřáb lesní (Accipiter gentilis), luňák červený (Milvus milvus), volavka popelavá (Ardea cinerea)) a volavka bílá (Ardea alba). Vodní plochy využívá nejspíše stálá populace labutě velké (Cygnus olor). Podél řeky byl pozorován ledňáček říční (Alcedo atthis).

## Ochrana přírody
Kromě orchrany ohrožených druhů a rostlin byla přírodní rezervace vyhlášena k ochraně ekosystémů slepých a odstavených ramen Lužnice, nivních tůní a luk. Chráněná společenstva jsou:
- makrofytní vegetace přirozeně eutrofních stojatých vod (nejvýše 3 % rozlohy),
- aluviální psárkové louky (3 %),
- střídavě vlhké bezkolencové louky (1 %),
- kostřavové trávníky písčin (do 1 %),
- porosty vysokých ostřic (10 %),
- podmáčené pcháčové louky (do 1 %),
- vlhká tužebníková lada (5 %),
- údolní jasanovo-olšové luhy (1 %),
- subkontinentální borové doubravy (do 1 %).[18]

Přírodní rezervace se překrývá s částí evropsky významné lokality Lužnice a Nežárka s rozlohou 859 hektarů, která byla vyhlášena v roce 2005 k ochraně piskoře pruhovaného, páchníka hnědého (Osmoderma barnabita) a velevruba tupého (Unio crassus). Přítomnost páchníka ani velevruba nebyla v době vyhlášení na území Dráchovských luk doložena. Pro velevruba rezervace neposkytuje vhodné biotopy.

## Přístup
Přírodní rezervace leží jižně od Dráchova a je přístupná po neznačených polních cestách. Podél nejzápadnější části hranice vede červeně značená turistická trasa z Dráchova do Žišova. Zároveň s ní je značena Lužnická cyklotrasa.